# Хор

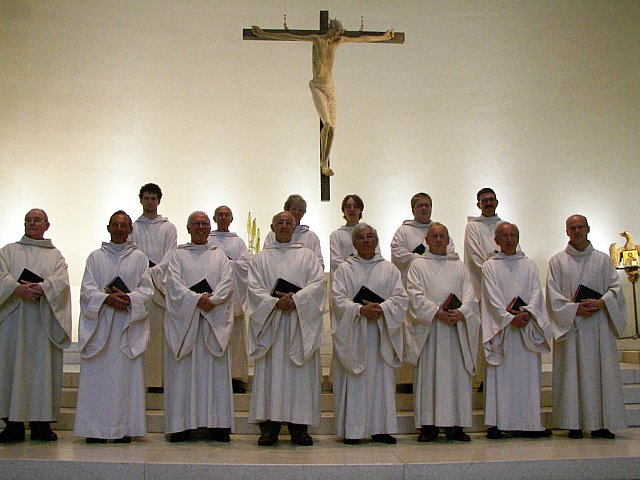
Григорианский церковный хор

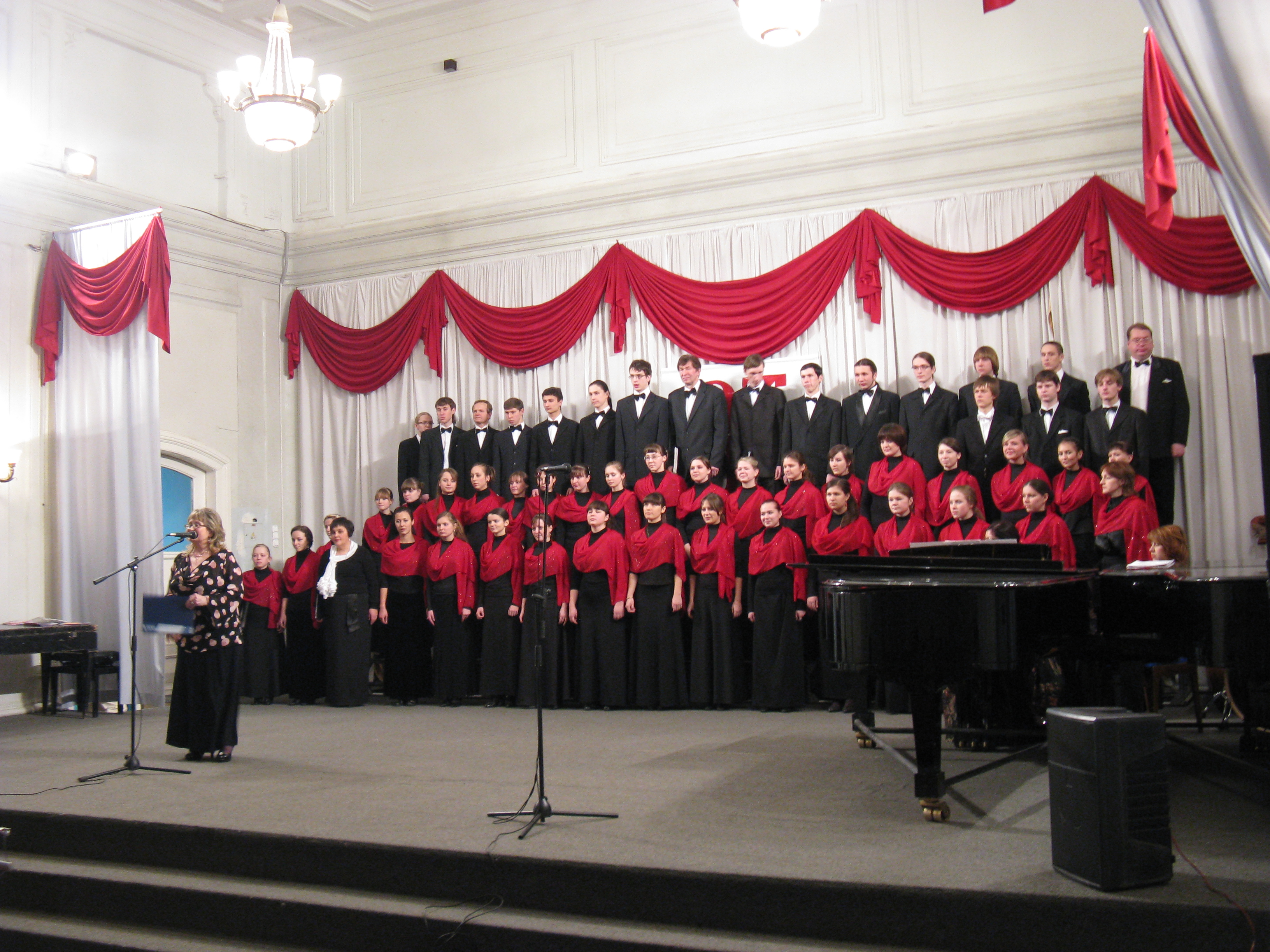
Хор Пермского музыкального колледжа

Хор (др.-греч. χορός «толпа»), также хорово́й / пе́вческий коллектив — музыкальный ансамбль, состоящий из певцов (хористов, артистов хора); совместное звучание человеческих голосов.
Хор отличается от вокального ансамбля (вокального дуэта, трио, квартета, квинтета и т. д.) наличием как минимум двух (по П. Чеснокову, трёх) или более человек, исполняющих одну и ту же партию.
Хором руководит дирижёр или хормейстер. Руководителя церковного хора называют регентом.
Чаще всего хор включает в себя четыре хоровые партии: сопрано, альты, тенора, басы. Но количество партий в принципе не ограничено, так как каждая из этих основных партий может делиться на несколько относительно самостоятельных партий (это явление у музыкантов называется дивизи): в партесных концертах Василия Титова 12 и более хоровых партий; «Stabat Mater» Кшиштофа Пендерецкого написана для тройного хора по 4 голоса в каждом (в общей сложности 12 хоровых партий).
Хор может петь в сопровождении инструментов или без них. Пение без сопровождения называется пением a cappella. Инструментальное сопровождение может включать в себя практически любой инструмент, один или несколько, или целый оркестр. Как правило, на репетициях хора в процессе разучивания произведения, написанного для хора с оркестром, оркестр временно заменяется фортепиано; также фортепиано используется как вспомогательный инструмент при разучивании хоровых произведений a cappella.

## История
Одними из первых певческих коллективов были древнегреческие хоры, использовавшиеся во время трагедий. Но в отличие от современной драматургии и театра сам он не являлся персонажем, а лишь играл роль общественного мнения, определявшего выбор других персонажей. Древнегреческий хор всегда пел в один голос либо без сопровождения, либо под кифару, также игравшую в унисон с хором.
Раннее христианство переняло античную традицию, и до X—XII веков хоры пели только в унисон или октаву. Затем началось разделение голосов на низкие и высокие и появление для них различных партий. До XV (а в церковном песнопении — до XVII века) в хоре состояли только мужчины (исключение — хоры монахинь).

## Типы хоровых коллективов

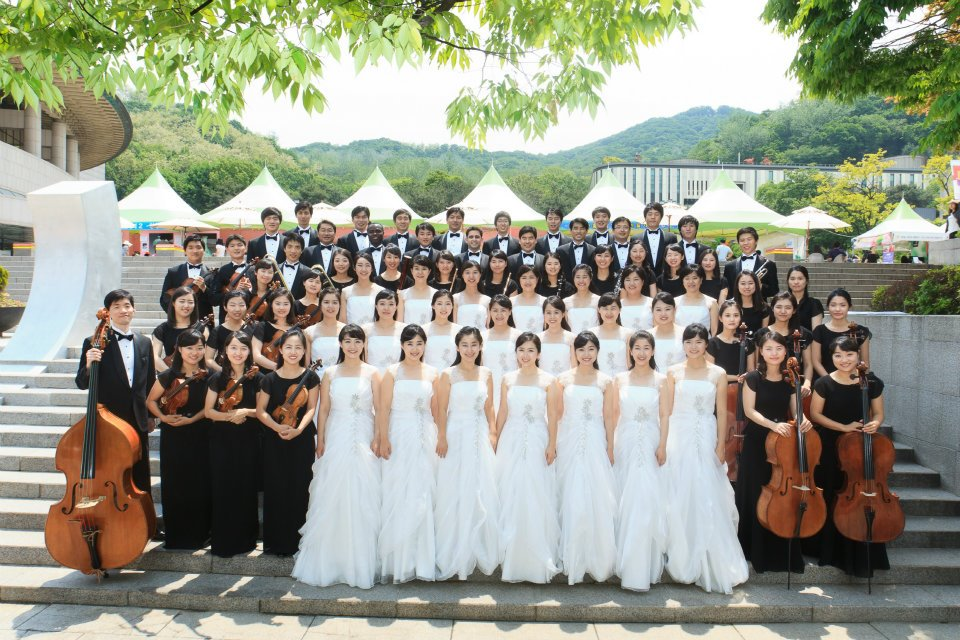
Хор «Грасиас»

Под наименованием тип хора понимают характеристику исполнительского коллектива по составляющим группам певческих голосов. Известно, что певческие голоса распределяются на три группы — женские, мужские и детские. Таким образом, хор, объединяющий голоса одной группы, называется однородным, а хор, имеющий комбинации из женских (или детских) и мужских голосов или певческих голосов всех групп, зовется смешанным. В исполнительской практике распространены четыре типа хоров: женские, мужские, детские, смешанные.
- смешанный хор (наиболее распространенный тип хора) — состоит из женских и мужских голосов. Женские голоса составляют партии сопрано и альтов, мужские голоса составляют партии теноров и басов. Внутри каждой партии обычно бывают подразделение на первые (более высокие) и вторые (более низкие) голоса: сопрано I и II, альты I и II, тенора I и II, басы I и II;
- хор мальчиков и юношей — состоит из тех же четырёх основных партий, что и смешанный, но партию сопрано исполняют мальчики, именующиеся дискантами, партию альтов — низкие мальчиковые голоса; партии теноров и басов в таком хоре, так же как и в смешанном, исполняются мужчинами;
- мужской хор — состоит из теноров и басов, с подразделением каждой партии на два голоса: первые (высокие) и вторые (низкие) тенора и первые и вторые басы. Партия первых теноров может быть расширена за счет певцов-контратеноров, поющих (фальцетом) ещё более высокую партию, по тесситуре находящуюся за пределами обычного мужского голосового диапазона;
- женский хор — состоит из сопрано и альтов, с подразделением каждой партии на два голоса: первые и вторые сопрано и первые и вторые альты;
- детский хор — состоит из двух партий: сопрано (дискантов) и альтов, иногда из трёх — сопрано (дискантов) I и II, и альтов; возможны и другие варианты.

Минимальное количество певцов в одной хоровой партии — 3 человека.
С точки зрения манеры пения различают:
- академические хоры — поющие в академической манере. Академическая манера пения основана на принципах и критериях музыкального творчества и исполнительства, выработанные профессиональной музыкальной культурой и традициями многовекового опыта оперного и камерного жанров;
- народные хоры — поющие в народной манере. Жанровыми признаками русских народных хоров являются: опора на местную или областную традицию бытового народного пения; использование натурального регистрового звучания голосов; подголосочно-полифонический распев песни как основа хорового многоголосия.

## Виды хорового пения
По количеству участников различают:
- вокально-хоровой ансамбль — от 12 до 20 участников;
- камерные хоры — от 20 до 30-50 участников;
- средние хоры — от 40 до 60-70 участников;
- большие хоры — от 70 до 120 участников;
- сводные хоры — до 1000 участников, собираются на время из разных коллективов. Такие составы имеют статус «хеппининг-перформанс» и не относятся собственно к исполнительскому искусству, так как представляют собой скорее пропагандно-просветительское направление.

Хоры могут иметь разный статус, например, профессиональные, любительские (самодеятельные), некоммерческие, церковные и учебные хоры.